# Carte figurative des pertes successives en hommes de l'armée française dans la campagne de Russie 1812-1813
Pour les articles homonymes, voir Carte figurative.

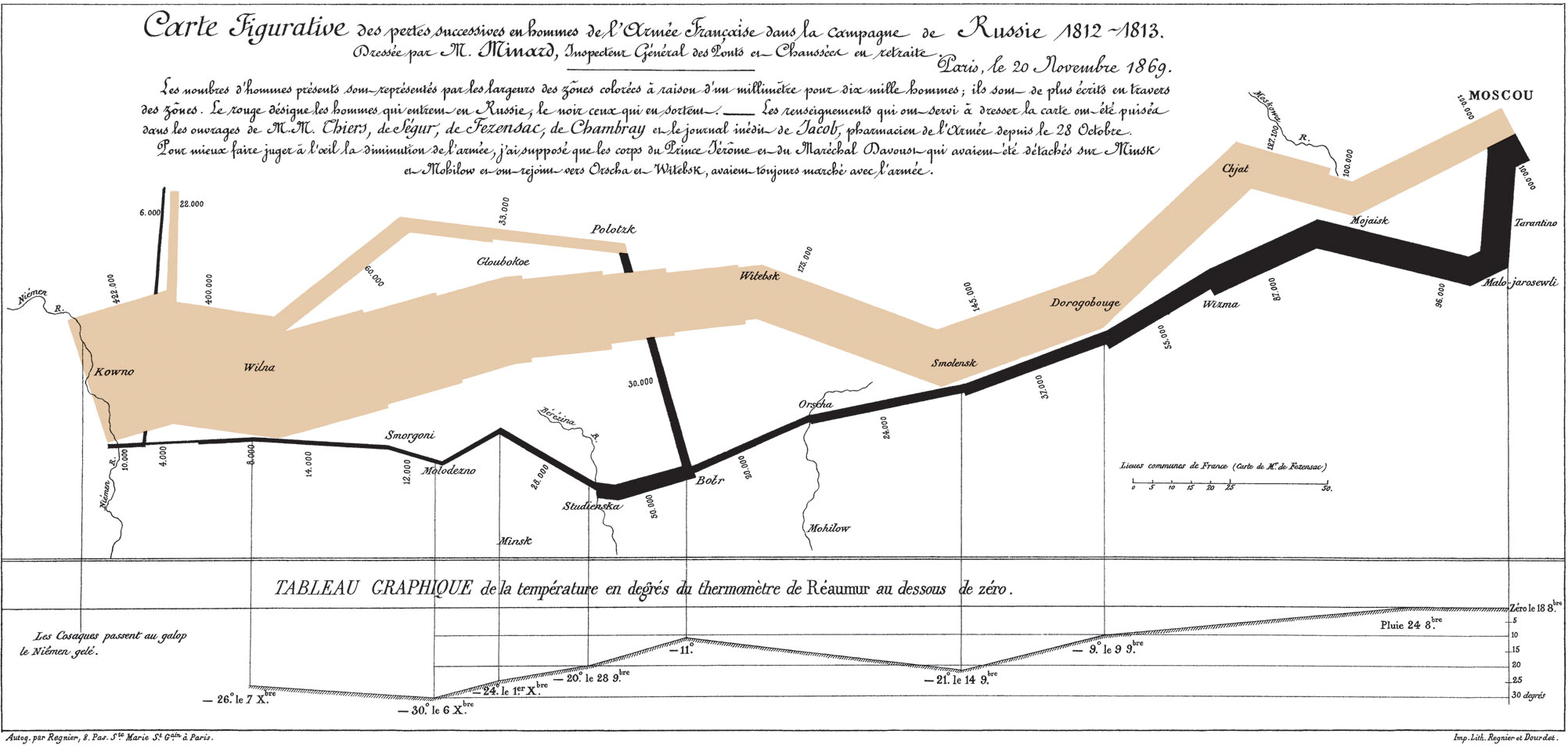
Carte figurative des pertes successives en hommes de l'armée française dans la campagne de Russie 1812-1813, Charles Minard, 1869.

La carte figurative des pertes successives en hommes de l'armée française dans la campagne de Russie 1812-1813 est une représentation graphique de l'évolution – tant en lieu qu'en taille – de la Grande Armée de Napoléon Ier dans la campagne de Russie en 1812-1813, publiée en 1869 par Charles Minard.

## Données représentées
Dans un graphique en deux dimensions, Minard associe diverses variables tenant de la géographie et des ressources en hommes au cours du temps :
- l'itinéraire de l'armée française en indiquant topographiquement les lieux (cours d'eau, villes) ;
- sa direction : en brun pour la campagne jusqu'à Moscou ; en noir pour la retraite ;
- la taille de l'armée française à chaque moment, en tenant compte des unités qui s'en séparent ou la rejoignent, par la largeur de la coloration en brun ou en noir ;
- la température ambiante, plus précisément son évolution pendant la retraite (en degrés réaumur).